# اگیل سوبی
اگیل سوبی (انگلیسی: Egil Søby؛ زادهٔ ۲۵ نوامبر ۱۹۴۵) قایقران کانو اهل نروژ بود.
وی در مسابقات کشوری و بین‌المللی در مجموع برندهٔ ۳ مدال طلا، ۳ مدال نقره، ۲ مدال برنز شده‌است.